# Astrid (premetrostation)
Astrid is een premetrostation in Antwerpen, gelegen onder het Koningin Astridplein aan de kant van de Gemeentestraat. 
Het station werd geopend op 1 april 1996 samen met de andere stations van de lijn tussen het Koningin Astridplein en het Sportpaleis. Tot 18 april 2015 waren enkel de Noord-Zuid-perrons op de niveaus -3 en -4 in gebruik.
Tussen maart 2013 en april 2015 werd het station omgebouwd tot kruisingsstation en werden ook de Oost-West-perrons op niveau -1 in gebruik genomen evenals de doorgang onder het Koningin Astridplein naar de parkeergarage, fietsenstalling, het treinstation Antwerpen-Centraal en het station Diamant.
Na het station ligt er op de Noord-Zuid-lijn zuidwaarts een wissel. Rechts naar Opera (lijnen 3 en 5) en links naar Diamant (lijnen 2 en 6).
Op straatniveau heeft het station 2 toegangen namelijk op het Astridplein en onder het Radisson Blu Astrid Hotel.
Op niveau -1 is er een stationshal met toegangen tot het straatniveau en de verschillende perrons. Ook de 90 m lange Oost-West-perrons liggen op dit niveau. Het noordelijke perron richting keerlus Rooseveltplaats en het station Opera en het zuidelijke perron richting station Carnot.
Op niveau -2 zijn er 2 stationshallen, deze geven elk uit op een van de Oost-West-perrons, en zijn onderling verbonden door een gang onder de sporen op niveau -1.
Op niveau -3 ligt het 90 m lange N-Z-perron richting de stations Opera of Diamant.
Op niveau -4 ligt het 90 m lange N-Z-perron richting station Elisabeth op een diepte van 20m.
Het station wordt bediend door volgende lijnen:
Op de Oost-West-perrons:
Lijn 8 Wommelgem - Astrid
Lijn 10 Wijnegem - Schoonselhof
Op de Noord-Zuid-perrons:
Lijn 2 Hoboken - Merksem
Lijn 3 Merksem - Zwijndrecht
Lijn 5 Wijnegem - Linkeroever
Lijn 6 Luchtbal - Olympiade

## Geschiedenis
Volgens de oorspronkelijke planning zouden ook de lijnen 12 en 24 door dit station passeren.
Station Astrid is sinds 1996 in gebruik genomen, eerst alleen op de Noord-Zuid-perrons door tramlijn 3 (toen Linkeroever - Merksem). Gaandeweg kwamen er op die perrons tramlijnen bij: lijn 5 in 2006, lijn 6 in 2007 en lijn 2 in 2012.
Het station werd sinds maart 2013 gerenoveerd en heringericht in het kader van het LIVAN-project, waarbij ook de twee ongebruikte perrons naar en van de Reuzenpijp op niveau -1 in gebruik werden genomen: vanaf 18 april 2015 door de nieuwe tramlijn 8 en sinds 18 april 2017 ook door tramlijn 10. Tot en met 2 juni 2017 was station Astrid hun eindhalte en gebruikten zij de keerlus onder de Rooseveltplaats. Vanaf 3 juni 2017 werden ze verlengd via de tramhelling op de Leien en rijden ze naar het Zuidstation (tram 8) en het Schoonselhof (lijn 10). Sinds zondag 8 december 2019 is tramlijn 8 terug beperkt tot de keerlus onder de Rooseveltplaats.
Tussen de lokettenhal op niveau -1 en de uitgang naar Radisson Blu Astrid Hotel werd tot 2015 de toegang tot de toen nog ongebruikte Oost-West-perrons afgesloten met houten panelen. Op het punt waar de bedding van de Oost-West-lijn de promenade komende van het Radisson Blu Astrid Hotel kruiste, bevond zich een knik en was de draagconstructie van de Oost-West-lijn te zien.

## Toekomst
Volgens plan 2021 (zie Nethervorming basisbereikbaarheid) zouden eind 2021 de zes bovengenoemde tramlijnen vervangen worden door de premetrolijnen M2, M3, M4 en M8. Bovengronds zou dan overgestapt kunnen worden op de tramlijnen T6, T11 en T13. Er werd in maart 2021 besloten om dit plan enkele jaren uit te stellen tot er voldoende nieuwe trams geleverd zijn.